# Microsoft Office Mix
Microsoft Office Mix （或简称“ Office Mix ”）      是 Microsoft 作为其 Office 套件的一部分提供的服务。 Mix 于 2014 年推出，作为Office 365订阅的一部分提供，在 2018 年 5 月 1 日停用之前   Office Mix 网站仍然处于活动状态，但是在访问该网站时，它会显示一条消息这表明该服务现在不可用。
Office Mix 是一款可以将 PowerPoint 幻灯片制作为可交互的在线课程或演示（可理解为在线视频课程），它提供了一个简单的方式，将 PowerPoint 幻灯片制作成互动式的在线课程和演示文稿，目的是为解决复杂和昂贵的在线课程制作流程，使用简单熟悉的PowerPoint ，以更简单的方式去创建一个在线的课程或演示文稿，无需视频编辑或其他工具。微软将这些在线的，可交互的演示文稿称为“Mixes”，而Office Mix 正是一款制作“Mixes”的工具。该服务适用于Office 2013和Office 2016 ，并且仅适用于Windows操作系统。 

## 安装
在没有终止服务之前，Office Mix 没有嵌入到 PowerPoint 程序中，用户必须通过 mix.office.com 网站获取 Office Mix ，以便将 Office Mix 作为加载项集成到PowerPoint程序中，并且一个名为“Mix”的选项卡将出现在工具栏功能区，用户可以在其中访问与 Office Mix 相关的各种选项。
注意：用户需要通过其个人Microsoft 帐户或由其组织或机构管理的帐户或兼容的外部 SSO 服务（例如Google帐户或Facebook帐户）证明其订阅了Office 365。

## 特征
Office Mix 服务允许用户使用以下功能： 
- 绘制墨水和注释PowerPoint演示文稿，并直接插入旁白、投票和屏幕截图。
- 通过将混合导出为计算机视频格式或将其发布到在线Office 365 视频平台。
- 生成和查看用户通过分析工具查看其创作的统计数据。

## 停用
2018年5月1日，微软停用了 Office Mix，所有用户都无法访问。在停用前用户会收到一封电子邮件，通知他们在停用前之前将有几个月的时间从平台上检索他们所创建的内容和 Mixes。停用后，Office Mix 的功能加入到了PowerPoint程序中，供Office 365订阅用户继续使用。   